# 北京丰泰照相馆
丰泰照相馆是北京最早的一家照相館。
丰泰照相馆的创办人是任景丰。光绪十八年（1892），他在北京琉璃厂土地祠（南新华街）开设了丰泰照相馆。丰泰照相馆拍摄的第一部影片是於1905年上映、由谭鑫培主演的《定军山》。丰泰照相馆後來又拍摄了《青石山》、《艳阳楼》、《收关胜》、《白水滩》、《金钱豹》。光绪三十五年（1909），丰泰照相馆遭受火灾，机器设备被燒毀，从此结束摄影业务。